# Geometria pombalina
A geometria de taxi, também conhecida como geometria pombalina, desenvolvida por Hermann Minkowski no século XIX, é uma forma de geometria em que a métrica habitual da geometria euclidiana é substituida por uma métrica nova em que a distância entre dois pontos é a soma das diferenças absolutas entre as suas coordenadas.

## Distância de Manhattan
De uma maneira mais formal, podemos definir a distância de Manhattan entre dois pontos num espaço euclidiano com um sistema cartesiano de coordenadas fixo como a soma dos comprimentos da projecção da linha que une os pontos com os eixos das coordenadas.
Por exemplo, num plano que contem os pontos {\displaystyle P_{1}} e {\displaystyle P_{2}}, respectivamente com as coordenadas {\displaystyle (x_{1},y_{1})} e {\displaystyle (x_{2},y_{2})}, é definido por:
{\displaystyle \left|x_{1}-x_{2}\right|+\left|y_{1}-y_{2}\right|.}
Note-se que a distância de Manhattan depende da rotação do sistema de coordenadas mas não da sua translacção ou da sua reflexão em relação a um eixo coordenado.

## Origem do termo
A distância de Manhattan também conhecida como distância pombalina, distância de quarteirões ou distância de taxi. Recebeu esse nome pois define a menor distância possível que um carro é capaz de percorrer numa malha urbana reticulada ortogonal, tal como se encontram em zonas como Manhattan ou a Baixa Pombalina.